# Mine d'uranium d'Imouraren
La mine d'uranium d'Imouraren (ⵉⵎⵔⴰⵔⵏ en caractères tifinagh) est un gisement d'uranium à faible teneur que la compagnie Orano a eu le projet d'exploiter avec une mine à ciel ouvert, qui se situe entre le Sahel africain et le désert du Sahara, à l'ouest du massif de l'Aïr, à 160 km au nord d’Agadez et à 80 km au sud d’Arlit, au Niger.

## Description du gisement
Le gisement contient « une grande quantité d’uranium, mais de faible teneur (0,8 kg d’uranium par tonne de minerai en moyenne) et à des profondeurs importantes (entre 110 et 170 m) ».
Le projet de mine à ciel ouvert couvre une surface de 8 km de long sur 2,5 de large pour un gisement de près de 200 km2.
En 2009, le site d'Imouraren est considéré par Areva, désormais Orano, comme l’un des gisements uranifères les plus importants au monde, l'entreprise estime que le site contient 275 000 tonnes de minérai en terre et vise une production de 5 000 tonnes d'uranium pendant 35 ans. Pour estimer le potentiel du gisement, Areva s'est basé seulement sur des relèvements de radiométrie, alors que les géologues considèrent que cette méthode donne des résultats imprécis et parfois faux.

## Historique
Le gisement est découvert par les équipes du Commissariat à l'énergie atomique en 1966.
Selon Areva, « après plusieurs campagnes d’exploration, deux études de faisabilité sont conduites en 1974 et 1983 préparant le site à une future exploitation. Le projet est arrêté à la suite de la chute brutale des cours mondiaux de l’uranium. Leur faiblesse persistante pendant deux décennies empêchera toute mise en exploitation économiquement viable du gisement. »
La donne change dans les années 2000 avec la flambée des cours de l'uranium et la peur d'une possible pénurie.
Après l'obtention d'une concession d'exploitation, le chantier de mise en exploitation est lancé par Areva le 4 mai 2009. De 2009 à 2014, Areva dépense 900 millions d'euros pour mettre en exploitation le gisement. Prévue un temps pour 2012, la mise en exploitation du gisement est d'abord reportée fin 2014 puis sine die. Areva vend une partie des équipements et rapatrie ses salariés français.
En mars 2015, Areva, désormais Orano, licencie la grande majorité des employés du site d'Imouraren. Une quarantaine d’emplois sont conservés pour la surveillance et la maintenance du site. Fin 2019, la mine n'est toujours pas exploitée, car les cours mondiaux d'uranium ne permettent pas une exploitation rentable de ce site.
En mars 2023, la direction d'Imouraren SA, propriété de l'Etat du Niger et d'Orano Niger, annonce démarrer les essais d'exploitation de la mine à partir de 2024. L'entreprise dévoilera si le site est rentable ou non en 2028.

## Montage industriel
Imouraren SA, la structure de coentreprise propriétaire de l'exploitation, est composée de :
- État du Niger (10 %),
- Société du patrimoine des mines du Niger (SOPAMIN) (23,35 %),
- Orano (France) (56,65 %),
- Kepco (Corée du Sud) (10 %).

En 2009, les investisseurs comptent investir au moins 1,2 milliard d'euros au Niger pour ce projet, un pays qui fournit alors plus du tiers du combustible utilisé dans les centrales nucléaires françaises.

## Inquiétudes sur l'impact environnemental et sanitaire
D'après l'association Survie, une ONG spécialisée dans les relations franco-africaines, l'exploitation de la mine telle qu'envisagée par Areva (mine à ciel ouvert) aurait « des conséquences sanitaires et sociales désastreuses pour la population locale à majorité touareg et pour l’environnement ».
Le Collectif "Areva ne fera pas la loi au Niger" dénoncent le « prix ridicule » payé par Areva au Niger pour le projet d’exploitation du gisement d’Imouraren, au regard des dégâts sanitaires et environnementaux, qu’elles estiment considérables.
De nombreuses ONG demandent à Areva et au gouvernement nigérien de bloquer l’exploitation du site d’Imouraren en attendant les conclusions d’une étude d’impact indépendante.
Ce point de vue  n'est pas partagé par l'ensemble des acteurs locaux de la région, notamment du fait des retombées socio-économiques positives espérées pour cette région déshéritée du Sahel[réf. souhaitée].